# Marco Antonio Cotoner Sureda de Vivot
Marco Antonio Cotoner y Sureda (Palma de Mallorca, 15 de noviembre de 1665 - ibídem, 5 de abril de 1749) fue un noble, político y militar español perteneciente a la importante Casa de Cotoner que, durante la Guerra de Sucesión Española, tomó partido por el pretendiente francés al trono de las Españas, Felipe V de Borbón, por lo que fue tachado de Botifler por sus conciudadanos, partidarios del Archiduque Carlos de Austria (Carlos III). I marqués de Ariany. Alférez mayor y Regidor decano del Ayuntamiento de Palma de Mallorca.

## Vida Pública
Inició su carrera de militar como promotor en el reclutamiento de una compañía de más de un centenar de soldados con los que luchó en Italia en nombre de Carlos II, en Milán y en la toma de la Casa de Monferrato.
En 1694 levantó una leva de 105 hombres con los que pasó a serviren Milán y el 3 de abril del año siguiente senló plaza como soldado voluntario. Tras ser rechazadas sus peticiones para obtener el grado de capitán de caballería, por lo cual posiblemente solicitó licencia real para abandonar ejército y pasara Mallorca (diciembre. 1695). Miembro de la Cofradía de Sun Jorge, en 1702 participó en las fíesias que se celebraron en el Borne en honor de Felipe V. 
Ejerció los principales cargos de la administración isleña: Veguer en 1700 y 1704, Baile 1702, 1705 y, finalmente Juran en Cap 1706. Precisamente con motivo del control de la isla por los auslracistas en septiembre cesó en ese cargo y abandonó la isla (4 octubre]. En la Península fue nombrado Ayudante de Campo del Mariscal francés Noailles y en lebrero 1711 se le comisionó para pasar a Valencia y establecer contacto con los involucrados en la conspiración de Sureda para recuperar Mallorca. El 9 de marzo de 1712 fue ascendido a capitán. Al acabar la guerra se le recompensó con el marquesado de Ariany. por privilegio de 3 de agosto de 1717. y el cargo de regidor perpetuo decano del Ayuntamiento de Palma. El 17 de julio de 1719 levantó a su costa un regimiento de dragones -llamado de Palma o Ariany- que aglutinó en su oficialidad a la mayoría de la nobleza insular, del que obtuvo el mando de coronel. Posteriormente sería nombrado Alférez Mayor del Reino (27 de febrero de 1724). A su muene era asimismo Prior de la Cofradía de San Jorge. 

## Guerra de Sucesión
Durante la Guerra de Sucesión (1701-1715) no se rindió tras la llegada de la armada anglo-holandesa a la bahía de Palma. Ante el alzamiento popular a favor del archiduque Carlos de Austria se refugió, junto con otros 77 soldados franceses, en el Fuerte de San Carlos, pero tras el apoyo del virrey a los austracistas fue encarcelado y deportado a Rosas, sus bienes fueron confiscados y su familia se vio obligada a abandonar la isla. Consiguió escapar y se unió al bando de Felipe d'Anjou, participando en la batalla de Almansa como capitán de caballería. Llegó a tener el rango de coronel.
Tras la aprobación de los Decretos de Nueva Planta en los antiguos territorios de la Corona de Aragón, fue nombrado Regidor decano de Palma de Mallorca en 1715, cargo que ostentó durante tres años. Por su apoyo al pretendiente francés durante la guerra el 13 de enero de 1717 se le concedió el título de Marqués de Ariany.

## Familia
Marco Antonio Cotoner nació en Palma de Mallorca en 1665, hijo de Francisco Cotoner y Oleza, caballero de la Orden de Santiago y Familiar del Santo Oficio, y de Magdalena Sureda Vivot; contaba con 5 hermanos más (3 varones y 2 mujeres), de entre los cuales sobresale su hermana Juana de Cotoner, desposada con Juan Despuig y Martínez de Marcilla, 4.º Conde de Montoro y 2.º Conde de Montenegro (1661-1742). Otros dos hermanos suyos, Nicolás y Antonio de Cotoner, fueron Caballeros de la Orden de San Juan de Jerusalén (Orden de Malta), siendo el primero Gran Prior de la Orden en Catalunya y Baílio de la misma en Mallorca.
El 3 de septiembre de 1697 contrajo matrimonio con Bárbara Núñez de San Juan y Quint, hija de Antonio Núñez de San Juan, Caballero de la Orden de Montesa, y Eleonor Quint. Tuvieron cuatro hijos:
- Juana (1698 - 1736), primogénita de Marco Antonio y Bárbara. Contrajo matrimonio con Antonio Fuster de Salas.
- Francisco (1699 - 1731), heredero del Marquesado de Ariany. Se casó con Ramona de Queralt y Xetmar, hija del noble catalán Andrés de Queralt, IV Conde de Santa Coloma, II Marqués de Albolote y Barón de Queralt. Tras su muerte prematura, los derechos sucesorios del marquesado pasaron a su hermano Miguel Cayetano.
- Magdalena (1699 - 1769), contrajo matrimonio en 1736 con Fernando Chacón-Manrique de Lara y Chacón, Consejero del Rey, Decano de la Real Audiencia de Mallorca y Honorario del Consejo de Hacienda.
- Eleonor (1712 - ?), contrajo matrimonio en 1731 con Jaime de Togores y Salas, IV Conde de Ayamans. De esta unión nacieron dos hijos, Eleonor y Jaime.[8]

El 20 de septiembre de 1738 quedó viudo tras la muerte de Bárbara Núñez de San Juan, por lo que se casó en segundas nupcias con María Teresa de Llupiá. De este matrimonio nació Miguel Cayetano Cotoner Llupiá, II Marqués de Ariany (1749 - 1802). Marco Antonio Cotoner murió el 5 de abril de 1749 a los 83 años, 4 meses y 21 días, siendo enterrado en el Convento de Santo Domingo de Palma de Mallorca.